# Ню
Ню (старогр.) или Ни (гр.) (главна буква Ν, малка буква ν) е тринадесетата буква от гръцката азбука. В гръцката бройна система с тази буква се означава 50.
Малката буква ν се използва като символ за:
- Честота на вълната във физиката
- Елементарната частица неутрино в ядрената физика